# Красильников, Геннадий Иванович
Красильников Геннадий Иванович (6.10.1925 — 23.09.1943) — участник Великой Отечественной войны, стрелок 6-й стрелковой роты 212-го гвардейского стрелкового полка 75-й гвардейской стрелковой дивизии 30-го стрелкового корпуса 60-й армии Центрального фронта, гвардии красноармеец, Герой Советского Союза (1943).

## Биография
Родился 6 октября 1925 года в городе Щегловск (ныне Кемерово), окончил 8 классов, работал слесарем на заводе «Карболит».
В Красную Армию призван в феврале 1943 году, учился в Кемеровском военном пехотном училище. Ввиду сложного положения на фронте в августе 1943 года курсантов без присвоения звания направили в действующую армию. 4 сентября 1943 года красноармеец Красильников стал стрелком 6-й стрелковой роты 212-го гвардейского стрелкового полка 75-й гвардейской стрелковой дивизии.
Гвардии красноармеец Красильников Г. И. особо отличился при форсировании реки Днепр севернее Киева, в боях при захвате и удержании плацдарма в районе сел Глебовка и Ясногородка (Вышгородский район Киевской области) на правом берегу Днепра осенью 1943 года. В представлении к награждению командир 212-го гвардейского стрелкового полка гвардии полковник Борисов М. С. написал:

23 сентября 1943 года в составе взвода гвардии младшего лейтенанта Яржина форсировал реку Днепр и первый ворвался на пароход «Николаев», где вместе со взводом взяли в плен пароход «Николаев», баржу с военно-инженерным имуществом, станковый пулемет, миномет и 2 человек из команды парохода в плен. Участвуя в боях за деревню Ясногородка, действовал смело, решительно и отважно, не щадя своей жизни.
Активно участвуя в боях за расширение плацдарма на правом берегу Днепра, Красильников в этот же день погиб в бою за Ясногородку.
Указом Президиума Верховного Совета СССР от 17 октября 1943 года за успешное форсирование реки Днепр севернее Киева, прочное закрепление плацдарма на западном берегу реки Днепр и проявленные при этом мужество и геройство гвардии красноармейцу Красильникову Геннадию Ивановичу присвоено звание Героя Советского Союза .
Красильников Г. И. похоронен в селе Ясногородка (Вышгородский район Киевской области) в братской могиле воинов 75-й гвардейской стрелковой дивизии, павших при форсировании Днепра.

## Награды
- Медаль «Золотая Звезда» Героя Советского Союза (17 октября 1943 года).
- Орден Ленина.

## Память
- На въезде в село Ясногородка Вышгородского района Киевской области на братской могиле, где похоронен Герой, установлен памятник.
- На родине Красильникова Г. И. в городе Кемерово его именем названа улица[5] и установлен бюст Героя[6].
- 41-й средней школе города Кемерово и цеху НПО «Карболит» присвоено его имя.
- На здании школы, где учился Красильников Г. И., установлена мемориальная доска[7].
- Приказом МО СССР № 144 от 08.05.1965 г. Красильников Г. И. навечно зачислен в списки гвардейской части.